# Polnische EU-Ratspräsidentschaft 2011
Die polnische EU-Ratspräsidentschaft in der zweiten Jahreshälfte 2011 bezeichnet den Ratsvorsitz Polens im Ministerrat der Europäischen Union. Polen gehört zur vierten Trio-Präsidentschaft, die auch die dänische sowie die zyprische Ratspräsidentschaft im Jahr 2012 umfassen wird.
Turnusgemäß übernahmen die Mitglieder des Kabinetts Tusk am 1. Juli 2011 den Vorsitz in den verschiedenen Ratsformationen von der ungarischen Präsidentschaft. Der Rat für Allgemeine Angelegenheiten wird vom polnischen Außenminister Radosław Sikorski (PO) geleitet. Die Präsidentschaft im Europäischen Rat (dem Gremium der Staats- und Regierungschefs) rotiert seit Inkrafttreten des Vertrags von Lissabon nicht mehr, sondern wird für zweieinhalb Jahre gewählt. Seit dem 1. Dezember 2009 ist Herman Van Rompuy im Amt.
In die Zeit der Ratspräsidentschaft fiel auch die Parlamentswahl in Polen, die am 9. Oktober 2011 stattfand. Danach wurde am 18. November 2011 das neue Kabinett gebildet und die Aufgaben an dessen Mitglieder übertragen.

## Themen

### Reform der Europäischen Währungsunion
Zu den Themen, mit denen die Europäische Union während der polnischen Ratspräsidentschaft konfrontiert ist, zählt die Reform der Europäischen Wirtschafts- und Währungsunion und die Einführung der SPE (Societas Privata Europaea). Nachdem der Europäische Rat sich im ersten Halbjahr 2011 auf ein Paket von Reformen, darunter den Europäischen Stabilisierungsmechanismus, geeinigt hatte, sollen nun die nationalen Ratifikationsverfahren eingeleitet werden.
Zudem steht das sogenannte „Sixpack“, ein Gesetzespaket zur Verbesserung der wirtschaftspolitischen Koordinierung, zur Diskussion. Zu diesem war bereits im Juni 2011 zu einer weitgehenden Einigung zwischen dem Europäischen Parlament und dem Rat der EU gekommen; wegen einigen verbleibenden Streitpunkten hatte das Parlament jedoch die Schlussabstimmung zuletzt verschoben. Uneinigkeit besteht vor allem hinsichtlich der Frage, ob Sanktionen bei einem Verstoß gegen den Stabilitäts- und Wachstumspakt automatisch erfolgen sollen, wie von Kommission und Parlament vertreten, oder weiterhin nur nach einer vorherigen Entscheidung des Rates, wie unter anderem die französische und deutsche Regierung fordern. Außerdem besteht innerhalb des Parlaments Uneinigkeit darüber, ob die vorgesehenen Maßnahmen ausschließlich der Reduzierung von Staatsdefiziten dienen sollen, was der Position von EVP und ALDE entspricht, oder auch der Wachstumsförderung, wie von der Fraktion der Progressiven Allianz der Sozialdemokraten im Europäischen Parlament gefordert. Für den Fall einer erfolgreichen Verabschiedung des Sixpacks kündigte Währungskommissar Olli Rehn zudem an, Vorschläge zur Einführung von EU-Anleihen vorlegen zu wollen.
Neben diesen langfristigen Reformprojekten setzte sich außerdem die Euro-Krise fort. So kam es Anfang Juli zu einem Kursverlust italienischer Staatsanleihen sowie zu einer Herabstufung der Bonität Irlands. Auch die griechische Finanzkrise verschärfte sich. Am 21. Juli fand deshalb ein Sondergipfel des Europäischen Rates statt, auf dem neben weiteren Hilfskrediten auch eine teilweise Umschuldung Griechenlands beschlossen wurde. Außerdem wurden strukturelle Reformen der Europäischen Finanzstabilisierungsfazilität („EU-Rettungsschirm“) vereinbart, durch die dieser künftig unter anderem Staatsanleihen von verschuldeten Staaten ankaufen kann.

### Mehrjähriger Finanzrahmen 2014–2020
Ein weiteres Thema wird zudem der Haushalt der Europäischen Union sein. Außer der regulären Verabschiedung des jährlichen Haushaltsplans für 2012 fällt in die polnische Ratspräsidentschaft auch die Debatte über den mehrjährigen Finanzrahmen für den Zeitraum 2014–2020, für den die Europäische Kommission unmittelbar vor Beginn der polnischen Ratspräsidentschaft einen ersten Vorschlag präsentierte.
Bereits 2010 hatten Großbritannien und einige weitere Staaten vorgeschlagen, den EU-Etat ab 2013 einzufrieren und EU-Strukturfonds zu kürzen, was vor allem von den mittel- und osteuropäischen Ländern, die die Hauptnettoempfänger der Strukturfonds sind, kritisiert wurde. Polen kündigte an, sich für die europäische „Solidarität“ und einen Erhalt der Strukturfonds einsetzen zu wollen. Zudem soll der EU-Haushalt aus polnischer Sicht verstärkt zur Stimulierung des Wirtschaftswachstums in der EU eingesetzt werden.
Umstritten ist zudem die von der Kommission vorgeschlagene Finanztransaktionssteuer, der als neuer Eigenmitteltyp teilweise die nationalen Beiträge zum EU-Haushalt ersetzen soll. Eine solche EU-Steuer wird vom Europäischen Parlament begrüßt, von den Regierungen verschiedener Mitgliedstaaten, insbesondere Deutschlands, jedoch abgelehnt.

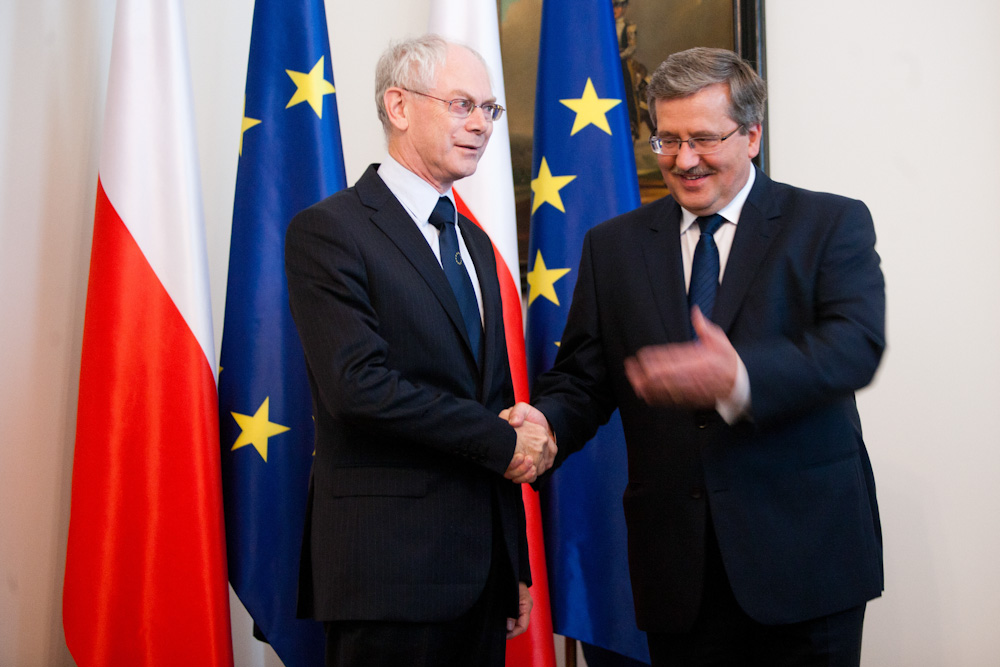
Bronisław Komorowski und Herman Van Rompuy am 1. Juli 2011

### Energiepolitik
Wie schon die vorangehenden Ratspräsidentschaften wird sich auch die polnische mit der Energiepolitik der Europäischen Union befassen. So laufen in dieser Zeit die EU-weiten Stresstests für Atomkraftwerke, die bereits unter der ungarischen Ratspräsidentschaft am 1. Juni begannen und ungefähr bis Ende 2011 abgeschlossen sein sollen.
Zudem soll nach den polnischen Plänen die Energie-Außenpolitik der EU-Mitgliedstaaten stärker vereinheitlicht werden. Verhandlungen mit Ländern wie Russland, aus denen die EU Energie importiert, sollen demnach verstärkt durch den Kommissar für Energie Günther Oettinger geführt werden statt von einzelnen Mitgliedstaaten. Polen strebt dabei insbesondere eine größere Unabhängigkeit von Energieimporten aus Russland an.

### Einwanderungspolitik und Schengener Abkommen
Ein weiteres zentrales Thema wird die Diskussion über das Schengener Abkommen sein. Nachdem infolge der Proteste in der arabischen Welt 2010–2011 die Flüchtlingsströme in EU-Staaten zugenommen hatten, hatte der Europäische Rat im Juni 2011 die Kommission aufgefordert, bis September einen Vorschlag zur Überarbeitung des Abkommens auszuarbeiten. Im Gespräch ist unter anderem über die Einführung eines neuen Gremiums auf europäischer Ebene, das gegebenenfalls die vorübergehende Wiedereinführung von Grenzkontrollen genehmigen solle. Diese sollten damit einerseits auf eine klare rechtliche Grundlage gestellt und damit erleichtert, andererseits aber zugleich auch der rein nationalen Entscheidung einzelner Staaten entzogen werden. Unklar ist allerdings, ob dieses mögliche neue Gremium nur aus den nationalen Innenministerien der EU zusammengesetzt oder ob auch die supranationalen Institutionen, also Kommission und Europäisches Parlament, daran beteiligt sein sollen. Während die Innenministerien meist eine eher restriktive Immigrationspolitik vertreten, drängt das Europäische Parlament meist auf eine Durchsetzung der Reisefreiheit.
Anfang Juli beschloss zudem das dänische Parlament die von der dänischen Regierung einige Wochen zuvor angekündigte Wiedereinführung von Kontrollen an der Landesgrenze. Diese Maßnahme wurde von Nachbarländern wie Deutschland, vom Europäischen Parlament und von der polnischen Ratspräsidentschaft kritisiert. Die Europäische Kommission kündigte eine Überprüfung an, ob ein Verstoß gegen das Schengener Abkommen vorliegt.
Zudem wird der Beitritt von Bulgarien und Rumänien zum Schengener Abkommen diskutiert werden. Dieser war ursprünglich schon für Anfang 2011 geplant, wurde jedoch von mehreren Mitgliedstaaten abgelehnt, da der Schutz der Außengrenzen durch diese Länder noch nicht hinreichend gewährleistet sei. Polen schlug als Lösung eine schrittweise Einführung der Schengen-Bestimmungen in diesen Ländern vor, die auf einem Gipfel im September beschlossen werden könnte.

### Erweiterung und Nachbarschaftspolitik

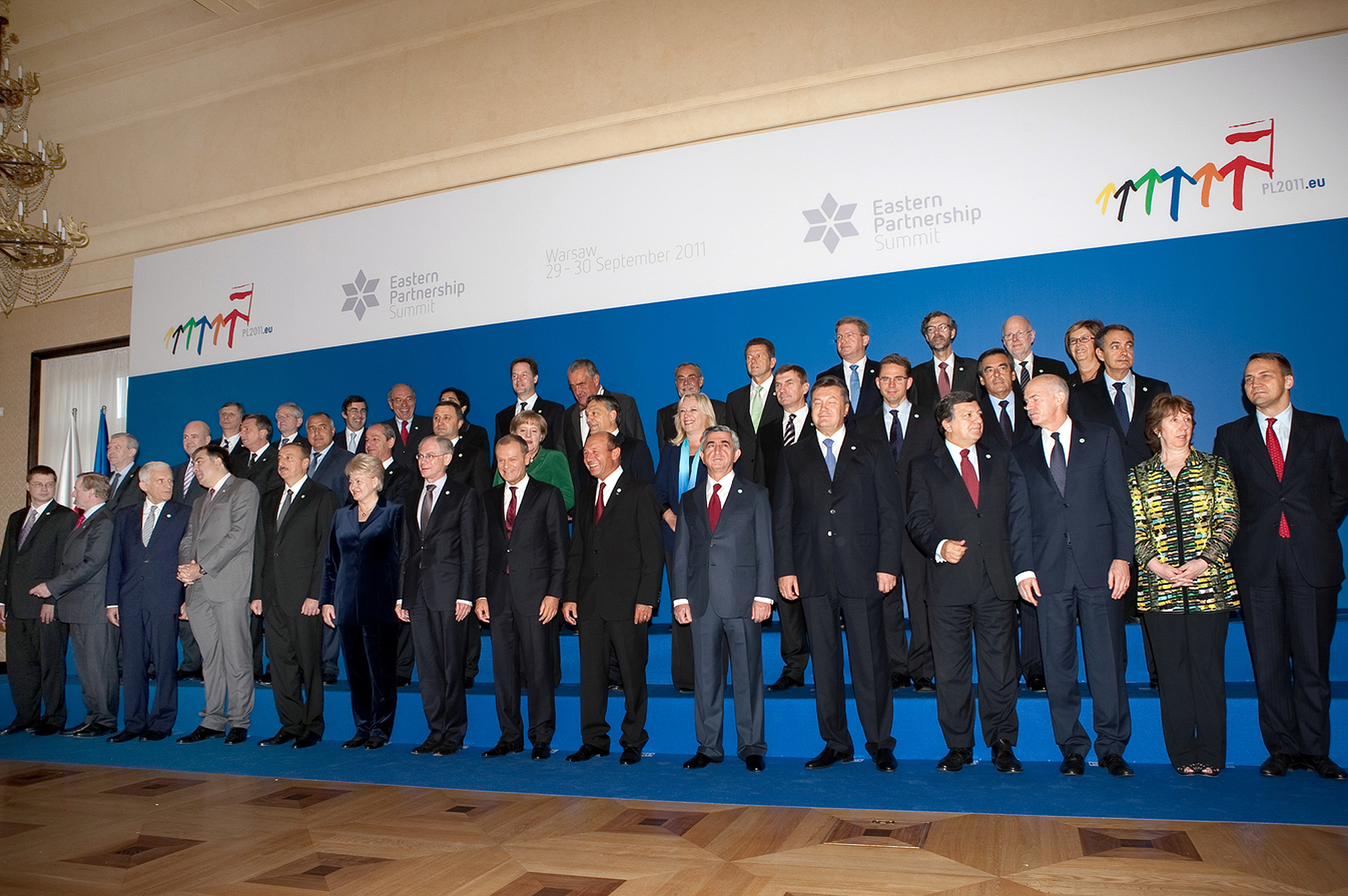
Gruppenfoto auf dem Gipfeltreffen der Östlichen Partnerschaft.

Die Beitrittsverhandlungen Kroatiens mit der Europäischen Union, die inhaltlich bereits in der vorherigen ungarischen Ratspräsidentschaft abgeschlossen wurden, sollen unter der polnischen Präsidentschaft zur Unterzeichnung des Beitrittsvertrags führen. Dieser soll nach der Ratifizierung durch alle Mitgliedstaaten Mitte 2013 in Kraft treten. Zudem strebt die polnische Ratspräsidentschaft auch eine Wiederbelebung der Beitrittsverhandlungen mit der Türkei an. In den Beitrittsverhandlungen mit Island, die kurz vor Beginn der polnischen Ratspräsidentschaft in die Hauptphase eintraten, wird die Eröffnung mehrerer Verhandlungskapitel erwartet.
In Bezug auf die Europäische Nachbarschaftspolitik (ENP) kündigte Polen für September ein Gipfeltreffen mit den Mitgliedstaaten der Östlichen Partnerschaft an. Darauf soll unter anderem über Handelsabkommen und Visaerleichterungen verhandelt werden. Außerdem soll der durch die Proteste in der arabischen Welt 2010–2011 eingeleitete Demokratisierungsprozess unterstützt werden.
Das Gipfeltreffen der Östlichen Partnerschaft, dem die EU und sechs zum Teil benachbarten östlichen Länder angehören, fand vom 29. bis 30. September in Warschau statt. Im Mittelpunkt der Diskussionen standen die Menschenrechtsverletzungen in Belarus und der Ukraine. Statt mit Präsident Aljaksandr Lukaschenka, der als letzter Diktator Europas gilt, traf sich Bundeskanzlerin Merkel demonstrativ mit belarussischen Oppositionellen.

### Sicherheits- und Verteidigungspolitik
Auch die Gemeinsame Sicherheits- und Verteidigungspolitik ist Teil der Agenda der Ratspräsidentschaft. Dabei sollen Diskussionen etwa über einen Ausbau der EU Battlegroups und über ein gemeinsames militärisches Hauptquartier angestoßen werden. Allerdings gelten nach der Uneinigkeit der Mitgliedstaaten über den Militäreinsatz in Libyen konkrete Schritte in diesem Bereich als unwahrscheinlich.

### Reform des Europawahlrechts
Nachdem der Ausschuss für konstitutionelle Fragen des Europäischen Parlaments am 19. April 2011 einen Vorschlag zur Reform des Europawahlsystems beschlossen hat, wird dieser unter polnischer Ratspräsidentschaft dem Europäischen Rat vorgelegt werden. Vorgesehen ist darin insbesondere, das bisherige Systems nationaler Sitzkontingente um länderübergreifende Wahllisten zu ergänzen, für die jede europäische Partei bzw. jede Fraktion im Europäischen Parlament 25 Kandidaten vorschlagen kann. Eine solche Reform würde jedoch eine Änderung des EU-Vertrags notwendig machen, sie müsste daher von einer Regierungskonferenz beschlossen und von allen Mitgliedstaaten ratifiziert werden.

## Logo

Logo der polnischen EU-Ratspräsidentschaft

Anders als die vorherige Trio-Ratspräsidentschaft aus Spanien, Belgien und Ungarn nutzen Polen, Dänemark und Zypern kein gemeinsames Logo. Das Logo der polnischen EU-Ratspräsidentschaft ist an der Flagge der Gewerkschaft Solidarność inspiriert, die in Polen in den 1980er Jahren den Niedergang des kommunistischen Regimes einleitete. Diese Anknüpfung bezieht sich auch auf die erfolgreiche Transformation und Entwicklung Polens in den Jahren seit der Wende.
Die Farben des Logos (Pfeile) sind aus den Farben der Flaggen aller Unionsmitgliedstaaten zusammengestellt. Die nach oben gerichteten Pfeile symbolisieren die kontinuierliche Weiterentwicklung der Union („wachsendes Europa“) und sollen auch Optimismus für die Zukunft symbolisieren. Die polnische Flagge soll die aktive und engagierte Weiterentwicklung Europas in den nächsten sechs Monaten unter Führung Polens symbolisieren.